# Smorawina
Smorawina (niem.: Schmorow) – wieś sołecka w Polsce położona w województwie zachodniopomorskim, w powiecie łobeskim, w gminie Radowo Małe.
Smorawina leży około sześć kilometrów na północny wschód od Radowa Małego, osiem kilometrów na północny zachód od Łobza oraz 69 kilometrów na półnoscny wschód od stolicy województwa – Szczecina. Populacja Smorawiny wynosi 87 osób.
Dobra o nazwie Smorawina, wraz z wsiami Czachów oraz Strzmiele, nabył w 1742 roku Jan Fryderyk Loper. Do 1945 roku osada znajdowała się na terenach niemieckich. W latach 1975–1998 miejscowość administracyjnie należała do województwa szczecińskiego. W lesie na zachód od wioski znajdują się pozostałości cmentarza.
W miejscowości znajduje się park dworski, wpisany w rejestr zabytków. Ma on powierzchnię 0,33 ha, a w jego okolicy znajduje się niewielkie założenie datowane na drugą połowę XIX wieku. Powstało one na północ od dworu i tworzy osłonę zespołu dworsko-folwarcznego. Znajduje się w stanie niemal kompletnej nieczytelności, zachował się jednak nieliczny starodrzew.